# Claus Ogerman
Claus Ogerman, nato Klaus Ogerman (Racibórz, 29 aprile 1930 – Monaco di Baviera, 8 marzo 2016), è stato un compositore, arrangiatore e direttore d'orchestra tedesco.

## Carriera
Nel corso della sua carriera ha arrangiato, diretto e composto brani musicali per artisti di livello mondiale. Tra questi si ricordano Antônio Carlos Jobim, Frank Sinatra, Diana Krall, Barbra Streisand, João Gilberto, Sammy Davis Jr., Ben E. King, Lesley Gore, George Benson.
In ambito prettamente jazzistico Ogerman ha collaborato come arrangiatore con artisti quali Wes Montgomery, Oscar Peterson, Stéphane Grappelli, Billie Holiday, Bill Evans,  Michael Brecker, Freddie Hubbard, Mel Tormé, Aaron Rosand, Gidon Kremer, Danilo Pérez.

## Colonne sonore cinematografiche
Lista parziale
- Tutti i peccati di questo mondo (1958)
- La morte sul trapezio (1958)
- Nuda per il diavolo (1958)
- Stanotte sarai mia (1959)
- La gang del Mambo-Bar (1959)
- The Bellboy and the Playgirls (1962)

## Discografia come leader
- Music From The Roaring 20's  (United Artists Records|United Artists, 1961)
- Jeder Singt Mit! (United Artists, 1962) – come Klaus Ogermann
- Soul Searchin'  (RCA Victor, 1965)
- Watusi Trumpets  (RCA Victor, 1965)
- Saxes Mexicanos (RCA Victor, 1966)
- Latin Rock (RCA Victor, 1967)
- Gate of Dreams (Warner Bros., 1977)
- Aranjuez (CBS, 1978) con Jan Akkerman
- Cityscape (Warner Bros., 1982)
- Preludio & Chant, Elegia, Symphonic Dances (EMI, 1982) con Gidon Kremer e la London Symphony Orchestra
- Claus Ogerman featuring Michael Brecker (GRP, 1991) con Michael Brecker
- Symphonic Dances / Some Times (Ballet) (Bay City, 1992) con la New York Studio Symphony Orchestra
- Lyrical Works (EMI, 1997)
- Two Concertos (Decca Records|Decca, 2001)

### Compilation
- The Man Behind The Music (Boutique, 2002) - 4CD (artist vari)

### Arrangiatore/direttore d'orchestra (parziale)
con George Benson
- Breezin' (Warner Bros., 1976)
- In Flight (Warner Bros., 1977)
- Livin' Inside Your Love (Warner Bros., 1979)

con Betty Carter
- 'Round Midnight (Atco, 1963)

con Sammy Davis Jr.
- The Nat King Cole Songbook (Reprise, 1965)
- Sammy's Back on Broadway (Reprise, 1965)

con Bill Evans
- Plays the Theme from The V.I.P.s and Other Great Songs (MGM, 1963)
- Bill Evans Trio with Symphony Orchestra (Verve, 1965)
- Symbiosis (MPS, 1974)
- "In the Summer of His Years" (MGM, 1963)
- Connie Francis Sings Bacharach & David (MGM, 1968)

con Stan Getz
- Reflections (Verve, 1963)
- Voices (Verve, 1967)
- What the World Needs Now: Stan Getz Plays Burt Bacharach and Hal David (Verve, 1968)

con Astrud Gilberto
- The Shadow of Your Smile (album) (Verve, 1965))

con João Gilberto
- Amoroso (Warner Bros., 1977)

con Lesley Gore
- I'll Cry If I Want To (Mercury, 1963)
- "Maybe I Know" (Mercury, 1964)
- "Look of Love" (Mercury, 1964)

con Stéphane Grappelli
- Uptown Dance (CBS, 1978)

con Billie Holiday
- Lady in Satin (Colombia, 1958)

con Johnny Hodges
- Sandy's Gone (Verve, 1963)

con Freddie Hubbard
- The Love Connection (Columbia, 1979)

con Antônio Carlos Jobim
- The Composer of Desafinado Plays (Verve, 1963)
- A Certain Mr. Jobim (Warner Bros., 1967)
- Wave (A&M, 1967))
- Jobim (MCA, 1973) - and producer
- Urubu (Warner Bros., 1976) - and producer
- Terra Brasilis (Warner Bros., 1980) - and piano

con Ben E. King
- Ben E. King Sings for Soulful Lovers (Atco, 1962)
- Don't Play That Song! (Atco, 1962)

con Diana Krall
- The Look of Love (Verve, 2001)
- Quiet Nights (Verve, 2009)

con Wes Montgomery
- Tequila (Verve, 1966)
- Willow Weep for Me (album)|Willow Weep for Me (Verve, 1969)

con Danilo Pérez
- Across The Crystal Sea (EmArcy, 2008)

con Oscar Peterson
- Motions and Emotions (MPS, 1969)

con Frank Sinatra
- Francis Albert Sinatra & Antonio Carlos Jobim (Reprise, 1967)
- The World We Knew (Reprise, 1967)

con Jimmy Smith
- Any Number Can Win (Verve, 1963)
- Who's Afraid of Virginia Woolf? (Verve, 1964))

con Barbra Streisand
- Stoney End (Columbia, 1971)
- Classical Barbra (Columbia, 1973 [1976]) - conductor and producer

con Cal Tjader
- Warm Wave (Verve, 1964)

con Mel Tormé
- "Comin' Home Baby" (Atlantic, 1962)

con Stanley Turrentine
- Nightwings (Fantasy, 1977)
- West Side Highway (Fantasy, 1978)

con Kai Winding
- Soul Surfin' (Verve, 1963)
- Kai Winding (Verve, 1963)
- Mondo Cane No. 2 (Verve, 1964)